# Przybądźcie z nieba
Przybądźcie z nieba – pierwsze słowa katolickiej pieśni, śpiewanej podczas uroczystości pogrzebowych. Pieśń ma charakter pożegnalny i mówi o odejściu duszy do nieba. Śpiewający proszą Jezusa Chrystusa o zbawienie dla duszy i opiekę nad nią. Początkowo wykonywana była w ramach liturgii pogrzebowej; od roku 1614 wykonywana przez chór w formie antyfony w momencie włożenia trumny do grobu, bądź też na krótko przed. W swej warstwie metaforycznej odwołuje się do podróży do Jeruzalem i porównuje go z rite de passage.
W Polsce pieśń została włączona do katolickiej liturgii pogrzebowej po soborze watykańskim II, w miejsce wycofanej antyfony Libera me. Pieśń znajduje się również w luterańskich księgach liturgicznych.

## Tekst pieśni
Przybądźcie z nieba na głos naszych modlitw,

 mieszkańcy chwały wszyscy święci Boży;

 Z obłoków jasnych zejdźcie aniołowie,

 Z rzeszą zbawionych spieszcie na spotkanie.

 Refren:

 Anielski orszak niech twą duszę przyjmie,

 Uniesie z ziemi ku wyżynom nieba,

 A pieśń zbawionych niech ją zaprowadzi,

 Aż przed oblicze Boga Najwyższego.

 Niech cię przygarnie Chrystus uwielbiony,

 On wezwał ciebie do królestwa światła.

 Niech na spotkanie w progach Ojca domu

 Po ciebie wyjdzie litościwa Matka.

 Promienny Chryste, Boski Zbawicielu,

 jedyne światło, które nie zna zmierzchu,

 bądź dla tej duszy wiecznym odpocznieniem,

 pozwól oglądać chwały Twej majestat.